# إنتاج زيت النخيل في ماليزيا

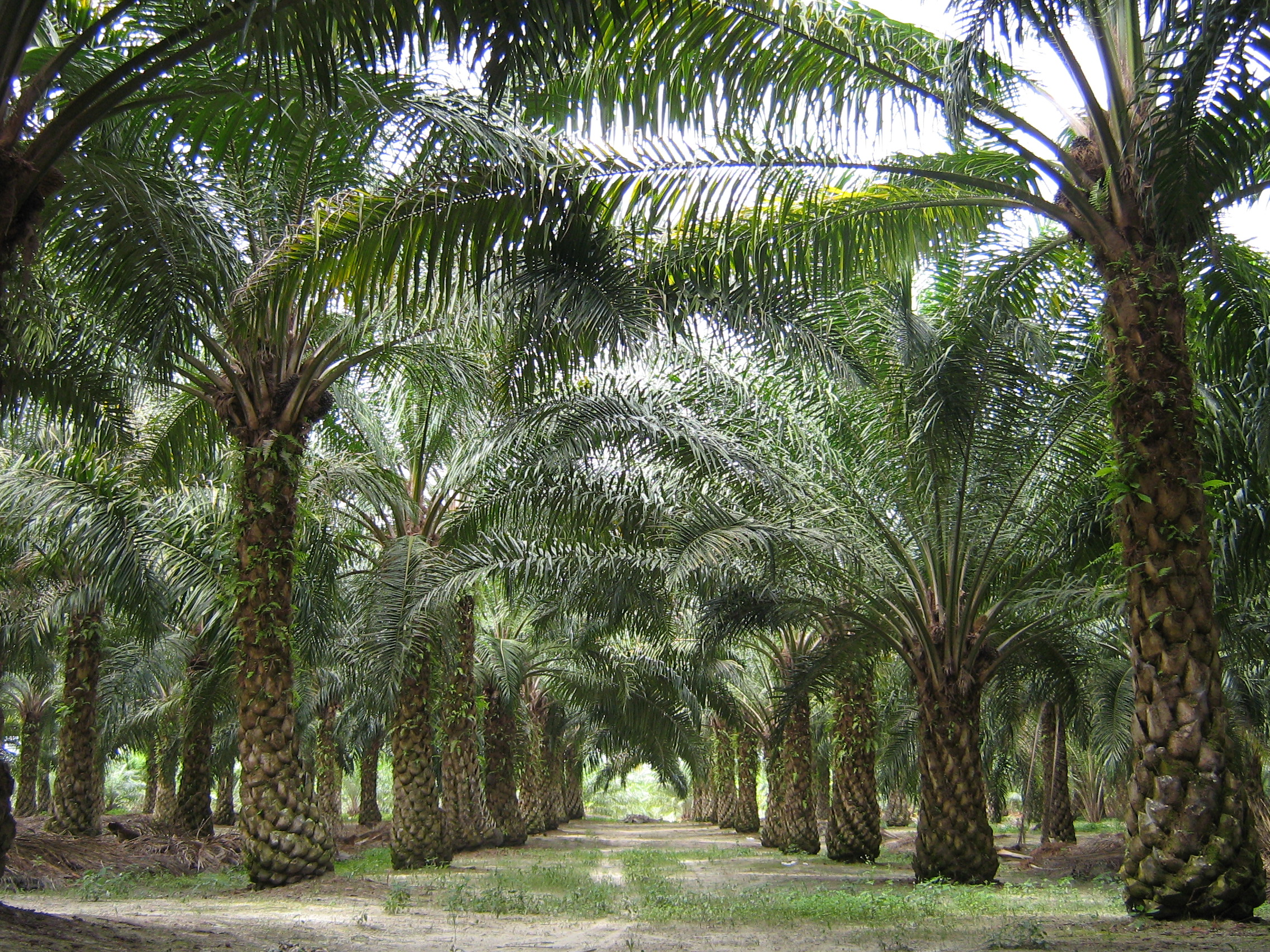
زراعة نخيل الزيت في ماليزيا عام 2007

يعد إنتاج زيت النخيل أمرًا حيويًا لاقتصاد ماليزيا، وهي ثاني أكبر منتج للسلعة في العالم بعد إندونيسيا. مجلس زيت النخيل الماليزي (MPOB) هو وكالة حكومية مسؤولة عن تعزيز وتطوير قطاع زيت النخيل في البلاد. تنتج صناعة زيت النخيل في البلاد حوالي 90 مليون طن من كتلة حيوية خشبية، بما في ذلك عناقيد الفاكهة الفارغة، وجذوع النخيل الزيتية، وسعف النخيل الزيتي، وكذلك زيت النخيل. في عام 2010، استجاب مجلس زيت النخيل الماليزي للمخاوف بشأن التأثير الاجتماعي والبيئي لزيت النخيل، تعهدت الحكومة الماليزية بالحد من التوسع في مزارع زيت النخيل من خلال الاحتفاظ بنصف أراضي البلاد على الأقل كغطاء غابوي.

## التاريخ

### مالايا البريطانية
أدخلت الحكومة البريطانية أشجار زيت النخيل إلى مالايا البريطانية في أوائل سبعينيات القرن التاسع عشر كنباتات زينة من المنطقة الشرقية ومحمية نهر الزيت في نيجيريا بغرب أفريقيا. تمت أول زراعة زيت النخيل تجاريا في سلاڠور في عام 1917. في المرحلة الأولى من التطور، ركزت الحكومة على زيادة إنتاج زيت النخيل من خلال زيادة مساحة الأراضي لزراعة زيت النخيل بسرعة.

### ماليزيا
في أوائل الستينيات، زادت زراعة زيت النخيل بشكل ملحوظ في إطار برنامج التنويع الحكومي للحد من اعتماد ماليزيا على المطاط والقصدير. تم إدخال مخططات استصلاح الأراضي المحيطة بواسطة الهيئة الاتحادية لتنمية الأراضي بمعظم حقول زيت النخيل للقضاء على الفقر بين السكان المحليين. في نفس الفترة، أصبحت ماليزيا أيضًا أكبر مصدر لزيت النخيل في العالم. في الثمانينيات، أممت الحكومة ثلاث من شركات زيت النخيل الكبرى، وهي غوثري، وجولدن هوب، وسايم داربي.